# NikkieTutorials
Nikkie de Jager (født 2. marts 1994), bedre kendt under hendes YouTube-kanalnavn NikkieTutorials, er en hollandsk makeup-artist og skønhedsvlogger.